# Beast of Burden
"Beast of Burden" er en sang fra det engelske rock band The Rolling Stones, som findes på deres album fra 1978 Some Girls. Det er et typisk eksempel på Keith Richards og Ron Woods spillestil.

## Inspiration
Musikken og nogle af teksterne blev hovedsagelig skrevet af Keith Richards. Richards skrev i noterne til opsamlingsalbummet Jump Back i 1993:” (”Beast of Burden”) var endnu en hvor Mick Jagger bare fyldte versene ud. Sammen med The Stones tager du bare en lang sang, spiller den og ser om der er nogle der tager den. Nogle gange ignorer de den, nogle gange tager de den og indspiller den. Efter alle de hurtige numre på Some Girls, slapper man af og nyder en stille en .”
Det samme sted som Richards skriver fortæller Jagger:”  Lyrisk set var denne ikke særlig inderlig på den personlige måde. Det er en tiggende sang, en attitude sang. Det var en af dem hvor du får en melodi frase, brækker den itu og genopbygger den; de er to dele er i bund og grund er det samme .” Sangen kan ses som allegorisk med Richards udtagelse i 2003:” Da jeg kom tilbage efter at have ”lukket laboratoriet” gik jeg i studiet sammen med Mick omkring Emotional Rescue for at sige: ”Tak fordi du bar byrden på dine skuldre” – det var også derfor jeg skrev ”Beast of Burden” til ham, kan jeg nu se i bakspejlet .”
| Citat | I'll never be your beast of burden; My back is broad but it's a hurting; All I want is for you to make love to me; I'll never be your beast of burden; I've walked for miles my feet are hurting; All I want is for you to make love to me | Citat |
|       | |       |

## Indspilning og udgivelse
Optagelserne til ”Beast of Burden” begyndte i oktober 1971, og endte i december samme år. Selvom den var skrevet før de gik i studiet blev mange af versene alligevel improviseret af Jagger for, at den passe bedre til guitar spillet fra Richards og Wood. Sangen er endnu en af ”Some Girls”, hvor hvert medlem af bandet spiller deres respektive instrumenter uden nogle gæster udefra. Både Richards og Wood spiller akustisk og elektrisk guitar, og Wood spiller soloen . 
Sangen blev udgivet som en anden single fra albummet. Den fik en 8. plads i USA. Live version kan finde som b-side til ”Going Go-Go”, og på opsamlingsalbummet fra 2005 Rarities 1971-2003. En anden udgave af sangen blev optaget på deres 2002-2003 Licks Tour, og bagefter udgivet på Live Licks.
”Beast of Burden” blev nummer 435. på Rolling Stones liste over de 500 bedste sange .
Sangen blev senere coveret af Bette Midler i hvis video til sangen Mick Jagger optrådte som gæst. Midlers version havde ændret flere af linjerne i versene, eksempelvis ændrede hun "Pretty, pretty, girls" til "my little sister is a pretty, pretty girl." Denne version findes på hendes album fra 1983 “No Frills” .

### Fodnote
1. 1 2  Beast of Burden
2. ↑  Ifølge The Rolling Stones, 2003
3. ↑  http://wm03.allmusic.com/cg/amg.dll?p=amg&token=&sql=33:dcfixcq5ldde (Webside+ikke+længere+tilgængelig)
4. ↑  "The RS 500 Greatest Songs of All Time : Rolling Stone". Arkiveret fra originalen 22. juni 2008. Hentet 30. september 2007.
5. ↑  YouTube – Bette Midler – Beast Of Burden